# 坚叶樟
坚叶樟（学名：Cinnamomum chartophyllum）是樟科樟属的植物，是中国的特有植物。分布在中国大陆的云南等地，生长于海拔380米至600米的地区，多生于水沟旁、山坡疏林中和沟谷密林中，目前尚未由人工引种栽培。

## 别名
梅宋容（云南西双版纳泰语）